# Partido Republicano (Bolívia)
O Partido Republicano (Espanhol: Partido Republicano, PR) foi fundado em 1914 por Daniel Salamanca,  Bautista Saavedra, José María Escalier e o general José Manuel Pando quando estes romperam com o Partido Liberal.
A plataforma do Partido Republicano se preocupava com a recuperação de territórios marítimos perdidos da Bolívia e exigia mais moralidade no governo, mas o seu programa diferia pouco da plataforma dos liberais tradicionais incluindo o  apoio a oligarquia da mineração de estanho. Em 1917, os republicanos concorreram ás eleições presidenciais, mas foram derrotados nas eleições controlados pelos Liberais.
O Partido Republicano chega ao poder após realizar um golpe de Estado em 12 de julho de 1920.
Após a revolução de 1920, o Partido Republicano se divide em duas facções, cada uma liderada por caudilhos altamente personalista, ambos cobiçando a presidência: José María Escalier pelo Partido Republicano Genuine (Escalieristas) e Bautista Saavedra pelo Partido Socialista Republicano (Saavedristas).